# 竜亭区
竜亭区（りゅうてい-く）は中華人民共和国河南省開封市に位置する市轄区。

## 行政区画
- 街道:午朝門街道、北書店街道、大興街道、北道門街道、城西街道、梁苑街道、宋城街道、新城街道
- 鎮:杏花営鎮
- 郷:北郊郷、柳園口郷、西郊郷、水稲郷